# Sergey Koryashkin
Sergueï Koriachkine (russe : Сергей Коряшкин) est un escrimeur soviétique né le 2 janvier 1960.

## Carrière
Sergueï Koriachkine participe à l'épreuve de sabre par équipe lors des Jeux olympiques d'été de 1988 à Séoul et remporte la médaille d'argent.